# Caritó d'Afrodísias
Caritó, més conegut com a Caritó d’Afrodísias (grec antic: Χαρίτων, Kharítōn, llatí: Chariton) fou un autor de novel·la grega nascut a Afrodísias, a Cària, d'època incerta, però hom l'acostuma a situar a final del segle i i durant el segle ii, a despit de les afirmacions infundades que el situen entre el segle v aC i el segle iv aC a partir del contingut d'una de les seves obres. Va ser un conegut escriptor de prosa eròtica.
És l'autor de la novel·la grega intitulada Χαρίτωνος Ἀφροδισίεως τῶν περὶ Χαιρέαν καὶ Καλλιρροὴν ἐρωτικῶν διηγημάτων λόγοι ή (Quèreas i Cal·lírroe) en vuit llibres, que explica les peripècies de dos amants a Siracusa. L'autor es presentà com a secretari de l'orador Atenàgoras de Siracusa, enemic polític d'Hermòcrates. La filla d'Hermòcrates és la protagonista de la novel·la. L'obra comença amb el casament de la parella i la mort de la noia, que surt de la tomba i és raptada per uns atracadors. Després de diverses aventures, torna amb Quèrees. Les aventures estan descrites de forma coherent i l'estil és agradable, però el conjunt es considera inferior al de les novel·les d'altres autors com Aquil·les Taci, Xenofont d'Efes o Longus. Sembla el darrer dels prosistes eròtics, excepció feta de Xenofont d'Efes, que seria posterior.

## Traduccions catalanes
- Cal·lírroe. Traducció de Jaume Almirall Sardà. Martorell: Adesiara Editorial, 2024.